# Устранимая особая точка
Изолированная особая точка {\displaystyle z_{0}} называется устранимой особой точкой функции {\displaystyle f(z)},
голоморфной в некоторой проколотой окрестности этой точки, если существует конечный предел
{\displaystyle \lim _{z\to z_{0}}f(z)=B,\quad B\in \mathbb {C} },
и можно так доопределить функцию в этой точке значением её предела {\displaystyle B}, чтобы получить непрерывную и в этой точке функцию.

## Критерии устранимости
1. Точка {\displaystyle z_{0}} является устранимой особой точкой функции {\displaystyle f(z)} тогда и только тогда, когда главная часть ряда Лорана этой функции равна нулю.
2. Если {\displaystyle f(z)} аналитична в некоторой проколотой окрестности точки {\displaystyle z_{0}}, то точка {\displaystyle z_{0}} будет устранимой особенностью, если порядок роста функции в этой точке меньше единицы.